# Estaing (Aveyron)
Estaing település Franciaországban, Aveyron megyében. Lakosainak száma 507 fő (2022. január 1.). Estaing Coubisou, Golinhac, Le Nayrac és Sébrazac községekkel határos.

## Népesség
A település népességének változása:
| Lakosok száma | 718  | 666  | 665  | 610  | 583  | 511  | 473  | 461  | 476  | 507  |
|               | 1968 | 1982 | 1990 | 2006 | 2013 | 2015 | 2017 | 2019 | 2020 | 2022 |